# Annapurna (sanger)
 Denne artikel omhandler sangeren. Opslagsordet har også en anden betydning, se Annapurna.
Peter Elversang tidl. Peter Gundorph (født 4. april 1950)  er en dansk musiker, sanger og sangskriver, der blev kendt som medlem af gruppen Bifrost i sidste halvdel af 1970'erne under navnet Annapurna.

## Om navnet Annapurna
Peter Elversang begyndte at meditere i 1971 under den indiske yogi Swami Narayanananda.
Året efter aflagde han munkeløfte, der blandt andet indebærer cølibat.
I den forbindelse fik han navnet Swami Annapurnananda, efter Annapurna som er et andet navn for den indiske gudinde Parvati.
Annapurna er sanskrit og betyder "høstens gudinde", under det navn er hun gudinde for mad og restauranter.
Da han i 1975 startede med Bifrost, blev Annapurna hans kunstnernavn.

## Familie
Efter godt 6 år som munk blev han gift og fik 3 børn.
På et tidspunkt  opstod behovet for et nyt familienavn, forskelligt fra parrets respektive fødenavne og dér opstod efternavnet Elversang.
Efter en skilsmisse i 1993 er han cølibatist igen, en betegnelse Peter Elversang selv bruger, og har beholdt det nye familienavn.

## Diskografi

### Med Bifrost
- Bifrost (1976)
- Til en sigøjner (1977)
- Læn Dem ikke ud (1979)

### Børneplader
- Dillen (1980)
- Calliforniske Frugter (1982)

### Solo
- Bright Dust (Tame Music 2001)
- Underets Vugge – nye danske salmer (Tame Music 2002)